# Departamento de General Alvear (kommun i Mendoza)
Departamento de General Alvear är en kommun i Argentina.   Den ligger i provinsen Mendoza, i den centrala delen av landet, 800 km väster om huvudstaden Buenos Aires. Antalet invånare är 44 147.
Omgivningarna runt Departamento de General Alvear är i huvudsak ett öppet busklandskap. Runt Departamento de General Alvear är det mycket glesbefolkat, med 3 invånare per kvadratkilometer.